# Aichi-ringlijn
De Aichi-ringlijn  (Japans: 愛知環状鉄道線, Aichi Kanjō Tetsudō-sen) is een spoorlijn tussen de steden Okazaki en Kasugai in Japan. Het is de enige lijn van het particuliere spoorbedrijf Aichi Loop Railway in de prefectuur Aichi. Hoewel de naam anders doet vermoeden is het geen echte ringlijn maar een noord-zuidlijn.
De Aichi Loop Railway is ook een van de weinige kleine spoorwegmaatschappijen van Japan die winst maken, omdat de lijn fungeert als een forenzenspoorlijn.

## Geschiedenis
Het eerste gedeelte werd in 1970 door de Japan National Railways (JNR) geopend tussen Okazaki en Kitano-Masuzuka als de Okata-lijn voor goederen. Het gedeelte van Kitano-Masuzuka naar Shin-Toyota werd geopend in 1976.
Een ander deel van de lijn, tussen Setoshi en Kōzōji, was gepland als onderdeel van de Seto-lijn (nu Jōhoku-lijn), een goederenlijn die later geannuleerd werd. De Okata-lijn werd samengevoegd met de Seto-lijn in 1988 tot de Aichi-ringlijn.
In 1988 werd een nieuwe maatschappij opgericht onder de naam Aichi Loop Railway.
In 2005 begonnen er diensten via de Chou-lijn van JR Central naar het station Nagoya te rijden.

## Treindiensten
Er rijden alleen stoptreinen op de lijn: 3 tot 4 per uur.

## Stations
| Station         | Japans     | Verbindingen                                                   | Wijk    | Stad    | Prefectuur |
| --------------- | ---------- | -------------------------------------------------------------- | ------- | ------- | ---------- |
| Okazaki         | 岡崎       | JR Central: Tokaido-lijn                                       | Okazaki | Okazaki | Aichi      |
| Mutsuna         | 六名       |                                                                | Okazaki | Okazaki | Aichi      |
| Naka-Okazaki    | 中岡崎     | Meitetsu: Nagoya-lijn                                          | Okazaki | Okazaki | Aichi      |
| Kita-Okazaki    | 北岡崎     |                                                                | Okazaki | Okazaki | Aichi      |
| Daimon          | 大門       |                                                                | Okazaki | Okazaki | Aichi      |
| Kitano-Masuzuka | 北野 桝 塚 |                                                                | Okazaki | Okazaki | Aichi      |
| Mikawa-Kamigo   | 三河上郷   |                                                                | Toyota  | Toyota  | Aichi      |
| Ekaku           | 永覚       |                                                                | Toyota  | Toyota  | Aichi      |
| Suenohara       | 末 野 原   |                                                                | Toyota  | Toyota  | Aichi      |
| Mikawa-Toyota   | 三河豊田   |                                                                | Toyota  | Toyota  | Aichi      |
| Shin-Uwagoromo  | 新上挙母   | Meitetsu: Mikawa-lijn (station Station Uwagoromo)              | Toyota  | Toyota  | Aichi      |
| Shin-Toyota     | 新豊田     | Meitetsu: Mikawa-lijn, Toyota-lijn (station Station Toyotashi) | Toyota  | Toyota  | Aichi      |
| Aikan-Umetsubo  | 愛環梅坪   |                                                                | Toyota  | Toyota  | Aichi      |
| Shigo           | 四郷       |                                                                | Toyota  | Toyota  | Aichi      |
| Kaizu           | 貝津       |                                                                | Toyota  | Toyota  | Aichi      |
| Homi            | 保見       |                                                                | Toyota  | Toyota  | Aichi      |
| Sasabara        | 篠原       |                                                                | Toyota  | Toyota  | Aichi      |
| Yakusa          | 八草       | Linimo                                                         | Toyota  | Toyota  | Aichi      |
| Yamaguchi       | 山口       |                                                                | Seto    | Seto    | Aichi      |
| Setoguchi       | 瀬戸口     |                                                                | Seto    | Seto    | Aichi      |
| Setoshi         | 瀬戸市     | Meitetsu: Seto-lijn                                            | Seto    | Seto    | Aichi      |
| Nakamizuno      | 中水野     |                                                                | Seto    | Seto    | Aichi      |
| Kōzōji          | 高 蔵 寺   | JR Central: Chuo-lijn                                          | Kasugai | Kasugai | Aichi      |